# Balići II
Pour les articles homonymes, voir Balići.
Balići II (en italien : Balli II) est une localité de Croatie située en Istrie, dans la municipalité de Barban, dans le comitat d'Istrie. En 2001, la localité comptait 12 habitants.

## Démographie
| 1948 | 1953 | 1961 | 1971 | 1981 | 1991 | 2001 |
| ---- | ---- | ---- | ---- | ---- | ---- | ---- |
| 25   | 30   | 26   | 21   | 15   | 13   | 12   |

Note: Balići II n'apparaît pas sur le recensement de 2011.